# ريتش موراي
ريتش موراي (بالإنجليزية: Rich Murray)‏ هو سياسي أمريكي، ولد في 21 يوليو 1957. حزبياً، نشط في الحزب الجمهوري لمينيسوتا ‏ والحزب الجمهوري. وقد انتخب عضو مجلس نواب مينيسوتا.